# Wittenberge-Rühstädter Elbniederung
Das Naturschutzgebiet Wittenberge-Rühstädter Elbniederung liegt auf dem Gebiet des Landkreises Prignitz in Brandenburg.
Das Gebiet mit der Kenn-Nummer 1567 wurde mit Verordnung vom 6. Oktober 2004 unter Naturschutz gestellt. Das 2124 ha große Naturschutzgebiet erstreckt sich südöstlich der Kernstadt Wittenberge und nördlich der Gemeinde Rühstädt entlang der Elbe und entlang der in der Elbmitte verlaufenden Landesgrenze zu Sachsen-Anhalt. 